# رشته‌کوه خارائولاخ
رشته‌کوه خارائولاخ (روسی: Хараулахский хребет) یک رشته‌کوه در یاقوتستان کشور روسیه است.